# Tembo the Badass Elephant
Tembo the Badass Elephant es un videojuego de plataformas de desplazamiento lateral desarrollado por Game Freak y distribuido por Sega. El título fue lanzado para PlayStation 4, Windows y Xbox One el 21 de julio de 2015. El juego permite a los jugadores jugar como un elefante llamado Tembo, quien posee diferentes habilidades para destruir estructuras y objetos, y se encuentra en un viaje para rescatar a la metrópolis conocida como «Shell City» de un malvado ejército invasor conocido como «Phantom».

## Jugabilidad
Tembo the Badass Elephant es un juego de plataformas 2D de desplazamiento lateral en el cual los jugadores controlarán a un elefante llamado Tembo, el cual progresará por Shell City para detener la invasión de una fuerza militar llamada Phantom. El título cuenta con gráficos similares a aquellos de las caricaturas y los cómics, y se encuentra dividido en tres zonas diferentes de tres niveles básicos y una base enemiga, cada una seguida por una pelea de jefe. Cada base enemiga solo podrá ser desbloqueada matando a un número fijo de enemigos en los niveles previos. Una vez que las tres zonas hayan sido completadas, se desbloqueará la cuarta y última zona que consiste de dos niveles y un jefe final. El objetivo principal de cada nivel es llegar al final del mismo destruyendo a la fuerza enemiga, mientras que se podrán encontrar ciudadanos inocentes prisioneros en el nivel, quienes esperan ser rescatados. Se otorgará una medalla por rescatar a todos los rehenes en un nivel.
Tembo puede realizar movimientos diferentes, como romper objetos con sus colmillos, saltar, correr, pegar y aplastar con su cuerpo para destruir estructuras, enemigos y vehículos enemigos, como los tanques, para progresar. Tembo también podrá almacenar agua en su trompa para apagar incendios o desactivar trampas eléctricas. Los jugadores también deberán resolver puzles a lo largo del juego. El impulso y la destrucción son enfatizados en el juego. La salud de Tembo podrá ser restaurada recolectando cajas especiales esparcidas a lo largo del nivel, y, al recolectar 300 cacahuates, Tembo recibirá una vida extra que vendrá en forma de mantequilla. Los entornos del juego son interactivos, dándole a Tembo la oportunidad de desatar una mayor destrucción. Además, Tembo es acompañado y asistido por un ave llamada Picolo a lo largo del juego.

## Desarrollo
El título fue anunciado oficialmente el 11 de marzo de 2015 por Game Freak, quienes habían desarrollado los juegos de la serie principal de Pokémon, y por Sega, un distribuidor de videojuegos. La colaboración entre Game Freak y Sega fue revelada una semana antes del anuncio del juego. De acuerdo con el director James Turner, Tembo era «Rambo en forma de elefante». Otras inspiraciones incluyen a varias películas de acción de los 80, Dumbo, al igual que otras franquicias de videojuegos como Metal Slug, Donkey Kong Country y Yoshi's Island. También se inspiraron en HarmoKnight, uno de los juegos previos de Game Freak. Los desarrolladores consideraron convertir al juego en un corredor sin fin, pero la idea sería descartada posteriormente. El título fue lanzado el 21 de julio de 2015 para PlayStation 4, Windows y Xbox One.

## Recepción
La recepción inicial del juego fue positiva, con los críticos quedando sorprendidos por la naturaleza del juego y el protagonista Tembo. Se realizaron comparaciones entre el juego y la serie de Sonic the Hedgehog.
Tembo the Badass Elephant recibió reseñas positivas y mixtas tras su lanzamiento. La versión de PlayStation 4 obtuvo un 71/100 en el sitio web agregador de reseñas Metacritic basado en 20 reseñas. Chris Carter de Destructoid le dio al juego un 8 de 10, elogiando el diseño de niveles abiertos del juego que le permitía a los jugadores usar abordajes diferentes para completar sus objetivos. Además, aclamó el estilo de arte del juego, al cual lo comparó con trabajos de Cartoon Network. Sin embargo, Tom Orry de VideoGamer.com fue mucho más negativo con el juego, dándole un 6 de 10. Aunque aplaudiera la jugabilidad del juego, la cual fue descrita como «una buena mezcla de Sonic the Hedgehog y las partes laterales de Crash Bandicoot», criticó fuertemente el sistema de desbloqueo de puntos que le exige a los jugadores obtener suficientes puntos antes de poder proceder al siguiente nivel, ya que consideró a tales funciones «una repetición forzada». IGN le dio una puntuación de 7 de 10 diciendo que «Tembo tiene algunos tropiezos, pero su encanto general y sus momentos de zen rítmico lo mantienen divertido».